# Alex Groza
Alexander John Groza (Martins Ferry, 7 de outubro de 1926 - San Diego, 21 de janeiro de 1995) foi um basquetebolista profissional estadunidense e também treinador que integrou a Seleção Estadunidense na disputa dos XIV Jogos Olímpicos de Verão em 1948 realizados em Londres no Reino Unido.